# Korean International Circuit
Korean International Circuit je 5,62 km dlouhý městský závodní okruh umístěný v Yeongam, Jižní Čolla, Jižní Korea 400 kilometrů jižně od Soulu blízko přístavu města Mokpcho. Okruh byl dějištěm závodů Formule 1 Grand Prix Koreje.
Trať navrhl Němec Hermann Tilke. Okruh má stálou a provizorní část. Provizorní část umožňuje jízdy podél přístavu, kde mohou diváci sledovat závod z promenády, hotelů a jachet. Část města se zázemím pro výstavy, obchody, restaurace a kavárny je využita jako boxová ulička během víkendového závodu Grand Prix.
První závod F1 se uskutečnil v roce 2010. Dohoda o pořádání závodů série F1 byla uzavřena na sedm let, ale po čtyřech závodech byla z důvodu nevyhovujícího stavu okruhu zrušena. 
Pro tento závodní okruh se počítá v roce 2011 i s pořádáním závodů Korea Super Prix v rámci Formule 3, která se jezdila v Koreji do roku 2003 na okruhu v Čchangwonu.

## Trať v roce 2010
- Délka okruhu 5 615 m
- Rekord v kvalifikaci – 1:35.585 Sebastian Vettel/2010
- Rekord v závodě – 1:50.257 Fernando Alonso/2010

| Rok  | Jezdec          | Konstruktér | Výsledky |
| ---- | --------------- | ----------- | -------- |
| 2010 | Fernando Alonso | Ferrari     | Výsledky |

## Trať od roku 2011
- Délka okruhu 5 621 m
- Rekord v kvalifikaci – 1:35.820 Lewis Hamilton/2011
- Rekord v závodě – 1:39.605 Sebastian Vettel/2011

| Rok  | Jezdec           | Konstruktér | Výsledky |
| ---- | ---------------- | ----------- | -------- |
| 2011 | Sebastian Vettel | Red Bull    | Výsledky |
| 2012 | Sebastian Vettel | Red Bull    | Výsledky |
| 2013 | Sebastian Vettel | Red Bull    | Výsledky |